# Alpinia macrostaminodia
Alpinia macrostaminodia là một loài thực vật có hoa trong họ Gừng. Loài này được Chaveer. & Sudmoon mô tả khoa học đầu tiên năm 2008.